# Conopsis megalodon
La culebra terrestre oaxaqueña (Conopsis megalodon) es una especie de reptil perteneciente a la familia Colubridae.

## Clasificación y descripción
Serpientes de tamaño pequeño con el cuerpo ligeramente robusto, llegan a alcanzar una longitud hocico-cloaca de 235 mm., la cola es corta y moderadamente robusta, aproximadamente 17 a 45 % de la longitud del cuerpo, siendo más larga en machos que en hembras. Cabeza ligeramente distintiva del cuello y la punta del hocico puntiaguda. Ojos pequeños con la pupila redonda. 17 hileras de escamas lisas alrededor del cuerpo. Fosetas apicales ausentes. Escama anal dividida. Esta especie se caracteriza por poseer las escamas internasales fusionadas con las prefrontales.

## Distribución
Esta especie es endémica de México, se distribuye en los estados de Oaxaca y Guerrero. Se ha registrado para la parte alta del Valle de Cuicatlán.

## Hábitat
Esta especie es común en los bosques de Quercus y pinar-encinar, aunque también se ha observado en los alrededores de los poblados; se encuentra a una altitud de 2205 a 2535 m s. n. m. Es una especie terrestre que se halla en las laderas del bosque debajo de rocas o troncos. Son insectívoras. Una hembra adulta con una LHC de 220 mm fue capturada a finales de enero en San Juan Tepeuxila, Oaxaca y tenía tres huevos. Se han observado crías en el mes de julio en la Sierra Monteflor, Oaxaca.

## Estado de conservación
Se encuentra catalogada como menor preocupación (LC) en la IUCN.